# لودویک تایشمن
لودویک تایشمن (انگلیسی: Ludwik Teichmann; ۱۶ سپتامبر ۱۸۲۳ – ۲۴ نوامبر ۱۸۹۵) کالبدشناس اهل لهستان بود. شهرت وی به دلیل فرآوری و جداسازی بلورهای همین بود که به افتخار وی «بلورهای تایشمن» نیز نامیده می‌شوند.